# Младост (район на Варна)
Вижте пояснителната страница за други значения на Младост.
Район „Младост“ е един от районите на Община Варна с население 84 010 души, определен от Народното събрание според Закона за териториалното деление на Столичната община и големите градове.
Разположен е в северозападната част на града. В състава му попадат кварталите Трошево, Свети Иван Рилски, Възраждане, Младост, Победа и Западна промишлена зона, както и селищните образувания „Кочмар“, „Пчелина“, „Шашкъна“ и „Сълзица“. „Оркид Хилс“, комплекс от затворен тип с 470 апартамента, се намира в кв. Възраждане. Големите „Варна Сити Парк“ и „Варна сити Парк Юг“ също се намират в района.
В района са изградени големи търговски вериги, сред които „Кауфланд“, „Практикер“, „Мосю Бриколаж“ и други. Има два комплекса от типа мол - Delta Plenet Mall и Varna Towers, както и Retail Park Varna. На 74 дка в „Младост“ се намира и най-големият в града спортен център с 4 игрища и открита зимна пързалка, детски кът, езеро с лодки, летен амфитеатър, стена за скално катерене и др.
На територията му са още регионалното звено за противопожарна и аварийна безопасност, автогарата, спортни и възстановителни центрове, 17 училища, 12 детски градини и 3 детски ясли.